# Tryggvadóttir (krater)
Tryggvadóttir är en nedslagskrater på planeten Merkurius, med en diameter på ungefär 31 kilometer.
2008 uppkallades kratern efter den isländska målaren Nína Tryggvadóttir.